# Seznam olympijských medailistů v judu smíšených družstev
Toto je seznam olympijských medailistů a medailistek v judu v kategorii smíšených družstvech na letních olympijských hrách. Tato disciplína byla poprvé na programu her v roce 2020.

### Smíšená družstva
| Rok      | Zlato | Stříbro | Bronz | Bronz |
| -------- | --- | --- | --- | --- |
| LOH 2020 | · Francie (FRA) · Clarisse Agbegnenouová · Amandine Buchardová · Guillaume Chaine · Axel Clerget · Sarah-Léonie Cysique · Romane Dicková · Alexandre Iddir · Kilian Le Blouch · Madeleine Malongaová · Margaux Pinotová · Teddy Riner                                                              | · Japonsko (JPN) · Hifumi Abe · Uta Abeová · Čizuru Araiová · Šóri Hamadaová · Hisajoši Harasawa · Shoichiro Mukai · Takanori Nagase · Šóhei Óno · Akira Sone · Miku Taširová · Aaron Wolf · Cukasa Jošidaová                                 | · Německo (GER) · Johannes Frey · Karl-Richard Frey · Jasmin Grabowski · Katharina Menz · Dominic Ressel · Giovanna Scoccimarrová · Sebastian Seidl · Theresa Stollová · Martyna Trajdosová · Eduard Trippel · Anna-Maria Wagnerová · Igor Wandtke | · Izrael (ISR) · Tohar Butbul · Raz Hershko · Li Kochman · Inbar Lanirová · Sagi Muki · Timna Nelson-Levy · Peter Palčik · Shira Rishony · Ori Sason · Gili Sharir · Baruch Shmailov |
| LOH 2024 | · Francie (FRA) · Shirine Boukli · Joan-Benjamin Gaba · Amandine Buchardová · Walide Khyar · Sarah-Léonie Cysique · Luka Mkheidze · Clarisse Agbegnenouová · Alpha Oumar Djalo · Marie-Ève Gahié · Maxime-Gaël Ngayap Hambou · Romane Dicko · Aurélien Diesse · Madeleine Malongaová · Teddy Riner | · Japonsko (JPN) · Uta Abeová · Hifumi Abe · Haruka Funakubo · Soichi Hashimoto · Natsumi Tsunoda · Ryuju Nagayama · Saki Niizoe · Sanshiro Murao · Miku Takaichi · Takanori Nagase · Aaron Wolf · Rika Takayama · Akira Sone · Tatsuru Saito | · Brazílie (BRA) · Daniel Cargnin · Leonardo Gonçalves · Willian Lima · Rafael Macedo · Guilherme Schimidt · Rafael Silva · Larissa Pimenta · Ketleyn Quadros · Rafaela Silvaová · Beatriz Souza                                                   | · Jižní Korea (KOR) · Lee Hye-kyeong · Kim Won-jin · Jung Ye-rin · An Ba-ul · Huh Mi-mi · Kim Ji-su · Lee Joon-hwan · Han Ju-yeop · Yoon Hyun-ji · Kim Ha-yun · Kim Min-jong         |